# Campeonato Europeu de Atletismo em Pista Coberta de 2019 - Revezamento 4x400 m masculino
A prova dos 4 x 400 metros masculino do Campeonato Europeu de Atletismo em Pista Coberta de 2019 foi disputada no dia  3 de março de 2019 na Emirates Arena, em Glasgow, no Reino Unido. 

## Recordes
Antes desta competição, os recordes mundiais e do campeonato nesta prova eram os seguintes:
|                       | Nacionalidade | Tempo     | Local      | Data               |
| --------------------- | ------------- | --------- | ---------- | ------------------ |
| Recorde mundial       | Polónia       | 3m 01s 77 | Birmingham | 4 de março de 2018 |
| Recorde do campeonato | Bélgica       | 3m 02s 87 | Praga      | 8 de março de 2015 |
| Recorde europeu       | Polónia       | 3m 01s 77 | Birmingham | 4 de março de 2018 |

## Medalhistas
| Ouro                                                                    | Prata                                                                | Bronze                                                                        |
| Bélgica · Julien Watrin · Dylan Borlée · Jonathan Borlée · Kevin Borlée | Espanha · Óscar Husillos · Manuel Guijarro · Lucas Búa · Bernat Erta | França · Mame-Ibra Anne · Thomas Jordier · Nicolas Courbiere · Fabrisio Saidy |

## Cronograma
Todos os horários são locais (UTC +0).
| Data       | Hora  | Evento |
| ---------- | ----- | ------ |
| 3 de março | 20:25 | Final  |

## Resultado
A final foi realizada às 20:25 no dia 3 de março de 2019. 
| Posição           | Nacionalidade | Atleta                                                         | Tempo   | Notas            |
| ----------------- | ------------- | -------------------------------------------------------------- | ------- | ---------------- |
| Medalha de ouro   | Bélgica       | Julien Watrin Dylan Borlée Jonathan Borlée Kevin Borlée        | 3:06.27 |                  |
| Medalha de prata  | Espanha       | Óscar Husillos Manuel Guijarro Lucas Búa Bernat Erta           | 3:06.32 | Recorde nacional |
| Medalha de bronze | França        | Mame-Ibra Anne Thomas Jordier Nicolas Courbiere Fabrisio Saidy | 3:07.71 |                  |
| 4                 | Polónia       | Dariusz Kowaluk Rafał Omelko Tymoteusz Zimny Damian Czykier    | 3:08.40 |                  |
| 5                 | Grã-Bretanha  | Cameron Chalmers Joe Brier Thomas Somers Alex Haydock-Wilson   | 3:08.48 |                  |
| 6                 | Itália        | Giuseppe Leonardi Michele Tricca Brayan Lopez Vladimir Aceti   | 3:09.48 |                  |

Legenda
| Recorde mundial       | Recorde mundial (World record)               |                       | Recorde africano                      | Recorde africano (African) |                                           | Q | Classificado por posição (Qualified) |
| Recorde do campeonato | Recorde do campeonato (Championship record)  | Recorde da América    | Recorde da América (Americas)         | q                          | Classificado por melhor tempo (Qualified) |   |                                      |
| Melhor marca do ano   | Melhor marca do ano (World leading)          | Recorde asiático      | Recorde asiático (Asian)              | DNS                        | Não largou (Did not start)                |   |                                      |
| Recorde nacional      | Recorde nacional (National record)           | Recorde europeu       | Recorde europeu (European)            | DNF                        | Não terminou (Did not finish)             |   |                                      |
| Recorde pessoal       | Recorde pessoal do atleta (Personal best)    | Recorde da Oceania    | Recorde da Oceania (Oceania)          | DSQ / DQ                   | Desclassificado (Disqualified)            |   |                                      |
| Recorde da temporada  | Recorde da temporada do atleta (Season best) | Recorde sul-americano | Recorde sul-americano (South America) | NM                         | Sem marca (No mark)                       |   |                                      |